# (467146) 2016 EG83
(467146) 2016 EG83 es un asteroide perteneciente al cinturón de asteroides, descubierto el 1 de diciembre de 2008 por el equipo Spacewatch desde el Observatorio Nacional de Kitt Peak (Arizona, Estados Unidos).